# FC Metalist Khàrkiv
El FC Metalist Khàrkiv (en rus Металлист Харьков; en ucraïnès: ФК «Металіст» Харків) és un club ucraïnès de futbol de la ciutat de Khàrkiv.

## Història
Evolució del nom:
- 1925: el club és fundat amb el nom KHPZ Khàrkov
- 1947: reanomenat Lokomotiv Khàrkov
- 1956: reanomenat Avangard Khàrkov
- 1967: reanomenat Metalist Khàrkov

## Palmarès
- Copa soviètica de futbol: 1
  - 1988
- Campionat de l'RSS d'Ucraïna: 1
  - 1978

## Jugadors destacats
- Sergei Baltatxa
- Leonid Buriak
- Pavel Iakovenko
- Volodýmyr Bessónov
- Serhíy Kandaurov
- Serhíy Skatxenko